# Nordstadt (Flensburg)
Die Nordstadt (dänisch: Nordstaden) Flensburgs liegt nördlich der Neustadt, welche wiederum nördlich der Flensburger Innenstadt liegt. Sie besteht aus drei Stadtbezirken: Harrisleer Kreuz bei Harrislee, Galwik und Klues mit dem Klueser Wald.

## Geschichte
Große Teile des Gebietes gehörten im Mittelalter zur unbebauten Feldmark von Flensburg. Einer alten Sage nach soll in der Burg zu Flensbeck bei Mordbeck, die wohl in dem Gebiet lag, ein Raubritter gehaust haben. Er soll wie der bekannte Raubritter der Eddeboe von den Flensburgern gestellt und getötet worden sein. Der Sage nach soll das Gebiet so an die Stadt gekommen sein. Als 1345 Stadtmauer und Stadttore errichtet wurde, verblieb das Gebiet unbebaut, außerhalb der Stadt. Im Zuge der Industrialisierung im 19. Jahrhundert, die erst in der Preußenzeit zur vollen Entfaltung kam, siedelten sich zum Wasser hin, an der Bucht namens Galwik, vermehrt Unternehmen an. Die Nordstadt begann zu wachsen. Zum 1. April 1909 wurde das heute zugehörige Gebiet Klues eingemeindet. 1908/1909 wurde die St.-Petri-Kirche, welche auch als Kirche für die Neustadt fungiert, am Rande der Nordstadt errichtet. Einige der damals errichteten Gebäude wurden als Kulturdenkmale des Stadtteils eingetragen. Im Jahre 1916 wurden schließlich Teile des Klueser Waldes eingemeindet. Während des Zweiten Weltkriegs wurde der Stadtteil während der Luftangriffe auf Flensburg mehrfach getroffen. 1977 wurde in der Batteriestraße die MoinMoin gegründet, deren Verlagsgebäude sich heute im Stadtteil Friesischer Berg befindet.

## Die Nordstadt heute
Die Altersstruktur des Stadtteils entspricht weitgehend dem Flensburger Durchschnitt; der Anteil von Bewohnern mit nicht deutscher Staatsangehörigkeit ist überdurchschnittlich hoch. Der Anteil der Personen mit Migrationshintergrund an der Bevölkerung wurde 2018 mit 42,0 Prozent angegeben. Die Flensburger Schiffbau-Gesellschaft ist der größte Arbeitgeber des Stadtteils. Beim Stadtbezirk Klues liegt heute auch die Straße Ramsharde, wo so auch das heutige Gebiet Ramsharde verortet wird. Der TTC Ramsharde, aus dem Jahr 1955, ist dort in der Gegend ansässig. Vom Strandbad Ostseebad kann man zu Fuß innerhalb kürzester Zeit das angrenzende Wassersleben erreichen. Heutzutage wird darüber nachgedacht, die Lage der Nordstadt am Flensburger Hafen zum Teil optisch besser zu gestalten. Im Schwarzenbachtal soll in den nächsten Jahren ein neues Stadtviertel entstehen.